# Giorgio Perversi
Giorgio Perversi (Milano, 12 dicembre 1935) è un allenatore di calcio ed ex calciatore italiano, di ruolo centrocampista.

## Carriera

### Giocatore
Esordisce nei professionisti con il Como, con la cui maglia nella stagione 1957-1958 disputa il campionato di Serie B; anche nella stagione 1958-1959 e nella stagione 1959-1960 fa parte della rosa della squadra lariana in seconda serie, categoria in cui segna in totale 4 reti in 73 presenze complessive, a cui aggiunge anche 5 presenze e 2 reti in Coppa Italia. Nell'estate del 1960 passa poi al Rimini, con la cui maglia nella stagione 1960-1961 disputa il campionato di Serie C, nel corso del quale realizza 3 gol in 25 presenze; viene riconfermato anche per la stagione 1961-1962, durante la quale totalizza 29 presenze ed un gol in campionato. Nella stagione 1962-1963 gioca invece 34 partite senza mai segnare, mentre nella stagione successiva gioca 33 incontri e segna 3 gol. Continua a giocare in Serie C con i biancorossi per tutto il resto degli anni Sessanta, con 31 presenze e 4 gol nella stagione 1964-1965, 33 presenze e 2 gol nella stagione 1965-1966, 31 presenze e 2 gol nella stagione 1966-1967, 31 presenze e 2 gol nella stagione 1967-1968 ed infine 36 presenze e 2 gol nella stagione 1968-1969, l'ultima della sua carriera da calciatore professionista; successivamente nella stagione 1969-1970 e nella stagione 1970-1971 gioca in Serie D con la maglia del Cervia, con cui disputa complessivamente 66 partite di campionato.
In carriera con la maglia del Rimini ha giocato complessivamente 284 partite di campionato, nelle quali ha realizzato 19 gol.

### Allenatore
Nella stagione 1976-1977 ha allenato per sei partite il Rimini in Serie B 1976-1977 in coppia con Helenio Herrera; per nove stagioni (dal 1976 al 1985) è inoltre stato allenatore in seconda del Rimini.